# Cuapexco
Cuapexco är en ort i Mexiko.   Den ligger i kommunen Zitlala och delstaten Guerrero, i den södra delen av landet, 190 km söder om huvudstaden Mexico City. Cuapexco ligger 1 429 meter över havet och antalet invånare är 284.
Terrängen runt Cuapexco är bergig åt nordost, men åt sydväst är den kuperad. Runt Cuapexco är det ganska glesbefolkat, med 40 invånare per kvadratkilometer. Närmaste större samhälle är Chilapa de Alvarez, 15,1 km söder om Cuapexco. I omgivningarna runt Cuapexco växer huvudsakligen savannskog.